# LTJ Bukem
Дэ́ниель Уи́льямсон (англ. Daniel Williamson; род. 1967, Лондон), более известный под псевдонимом LTJ Bukem [Эл Ти Джей Бу́кем] — британский музыкальный продюсер и диджей, автор и исполнитель электронной музыки.

## Биография
Дэнни Уильямсон родился в 1967 году в Лондоне. На рубеже 1990-х гг. молодой диджей выпустил свою первую работу Logical Progression на лейбле «Vinyl Mania». Затем LTJ Bukem решает основать собственную звукозаписывающую компанию, «Good Looking Records», со специализацией в «интеллиджент/атмосферик драм-н-бейс». Творчество музыканта приобретает известность после выхода в середине 1990 композиции Demon’s Theme. В течение следующих трех лет, с 1992 по 1994, «Good Looking» набирает обороты, а Bukem выпускает несколько пластинок: Apollo, Music, 19.5. В 1995 компиляция Logical Progression, лицензируемая «London Records», становится заметным явлением года. Лэйбл Дэнни Уильямсона, помимо прочего, известен своей коллекцией «Earth», содержащей лучшие записи компании за текущий год.
Композиция Demon’s Theme прозвучала в фильме «Шакал».